# Blood Ritual
Blood Ritual – drugi studyjny album szwajcarskiego zespołu Samael wydany 1 grudnia 1992 r. przez wytwórnię Century Media. Autorem okładki płyty jest Axel Hermann.
Istnieją dwie różne wersje albumu. Obie zostały wydane w tym samym roku, ale różnią się okładkami. Pierwsza ma na przodzie okładki czarną ramkę wokół zdjęcia oraz inną czcionkę w napisie "Blood Ritual", a z tyłu trzy zdjęcia członków zespołu. Druga wersja zaś ma z tyłu listę utworów oraz dalszą część przedniego zdjęcia.
Płyta została wydana ponownie w 1994 r., wchodząc razem z Worship Him w skład box-setu 1987-1992.

## Lista utworów
1. "Epilogue" – 0:39
2. "Beyond The Nothingness" – 4:31
3. "Poison Infiltration" – 3:57
4. "After The Sepulture" – 4:35
5. "Macabre Operetta" – 6:41
6. "Blood Ritual" – 3:24
7. "Since The Creation..." – 0:33
8. "With The Gleam Of The Torches" – 6:25
9. "Total Consecration" – 2:40
10. "Bestial Devotion" – 4:49
11. "Until The Chaos" – 3:25

## Twórcy
- Vorphalack – gitara, wokal;
- Masmiseim – gitara basowa;
- Xytras – perkusja, instrumenty klawiszowe.

Autorem tekstów i muzyki jest Vorphalack (z wyjątkiem "Epilogue", "Since The Creation" i "Total Consecration", do których muzykę napisał Xytras).